# Bussières-et-Pruns
Bussières-et-Pruns – miejscowość i gmina we Francji, w regionie Owernia-Rodan-Alpy, w departamencie Puy-de-Dôme.
Według danych na rok 1990 gminę zamieszkiwało 347 osób, a gęstość zaludnienia wynosiła 30 osób/km² (wśród 1310 gmin Owernii Bussières-et-Pruns plasuje się na 511. miejscu pod względem liczby ludności, natomiast pod względem powierzchni na miejscu 758.).